# 斯德哥爾摩 (新澤西州)
斯德哥爾摩（英語：Stockholm）是位於美國新澤西州蘇塞克斯縣的非建制地區。

## 歷史
斯德哥爾摩的郵局自1843年營運至今。

## 地理
斯德哥爾摩所處的海拔為高於海平面315米（即1033英呎），而該地所採用的時區為UTC-5，即北美东部时区（EST）。同時該地設有夏令時間，為UTC-5調快一小時，即UTC-4（EDT）。